# Паровозная колонка

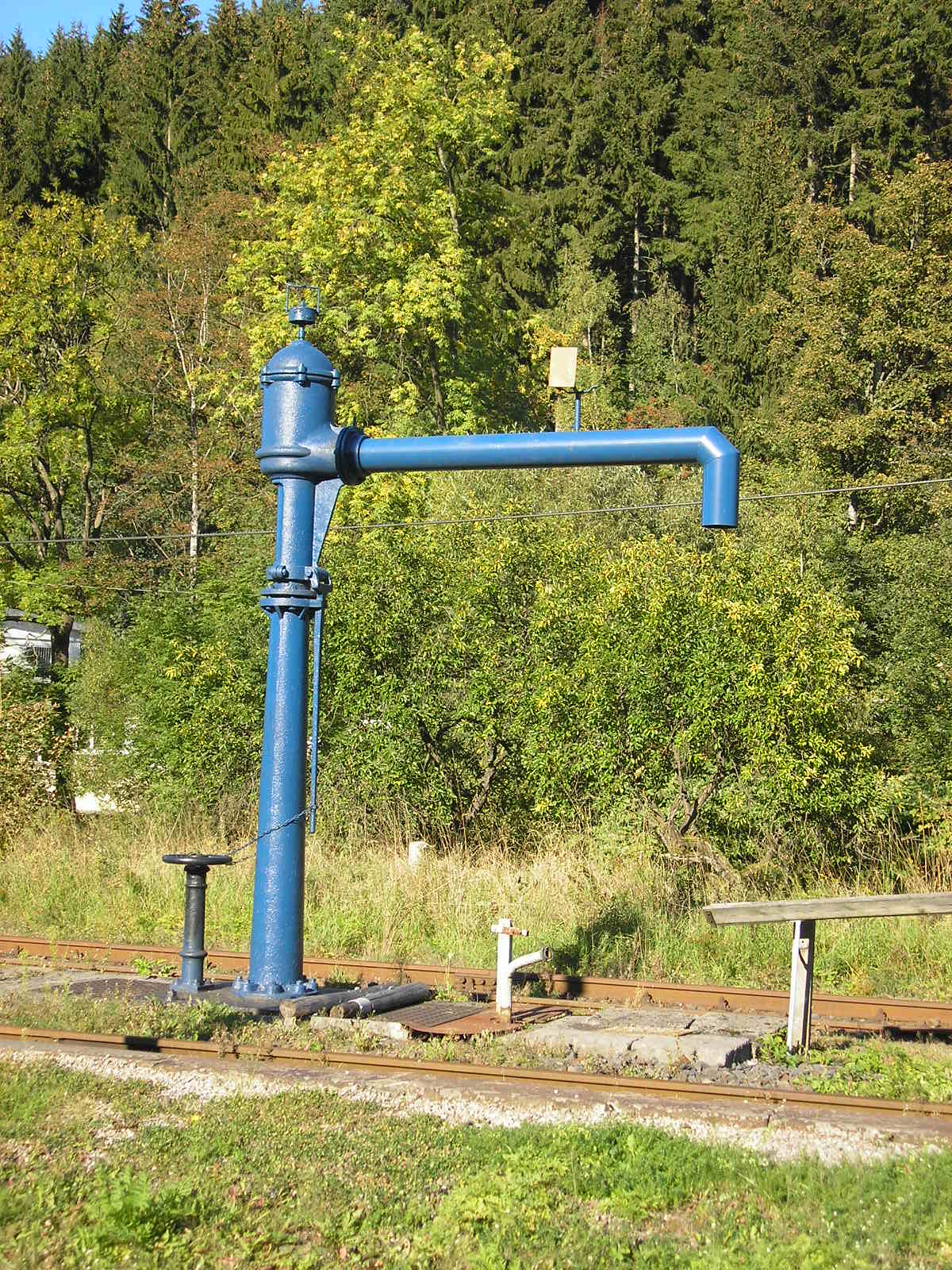
Паровозная колонка в Штютцербахе, Германия

Гидроколонка (гидравлическая колонка), или паровозная колонка используется как источник для заливки большого количества воды в паровозный танк или тендер паровоза. В США и в Австралии также используется название water column (в остальных англоязычных странах — water crane). Так как паровоз потребляет огромное количество воды, паровозные колонки были важной частью железнодорожной инфраструктуры и обычно находились в начале платформы, заправка водой производилась во время остановки на станции.

## Описание конструкции

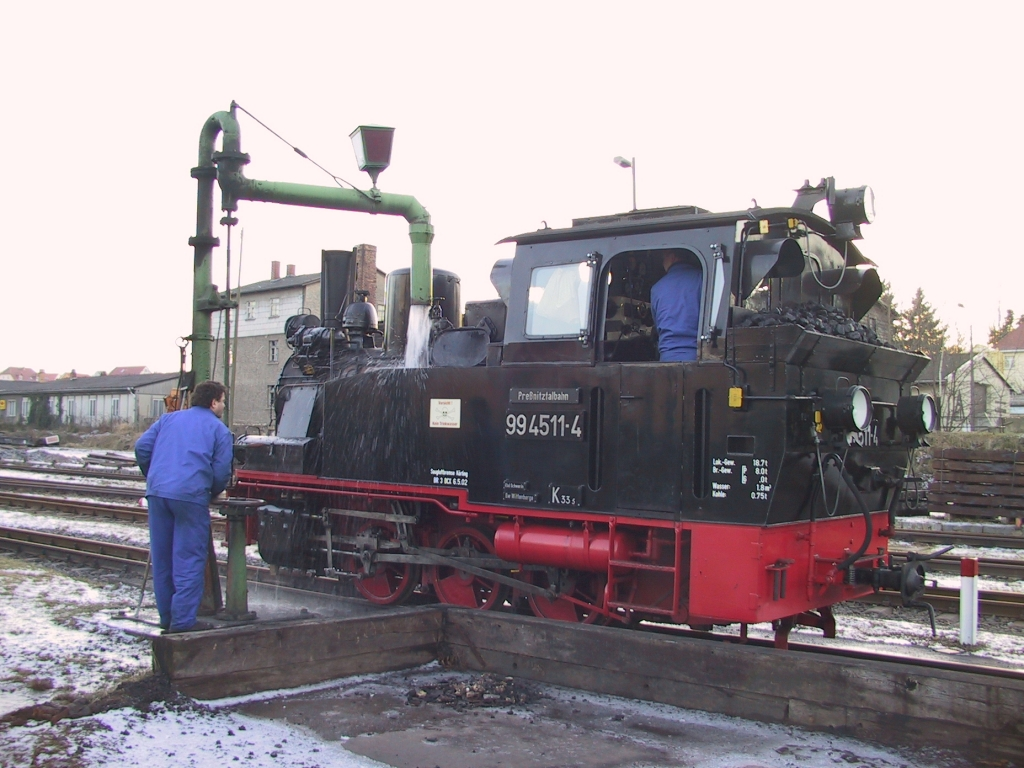
Заливка узкоколейного парового локомотива

Как правило, паровозная колонка состоит из вертикальной стальной трубы приблизительно от 8 до 12 дюймов (от 0,20 до 0,30 м) в диаметре с горизонтальной вращающейся трубой, присоединенной к верхнему концу так, чтобы образовать поворотный кронштейн. Поворотный кронштейн, как правило, расположен параллельно рельсам, когда он не используется. Водные краны могут быть в состоянии поставлять до десяти кубических метров (2600 американских галлонов) воды в минуту.

## Источники воды

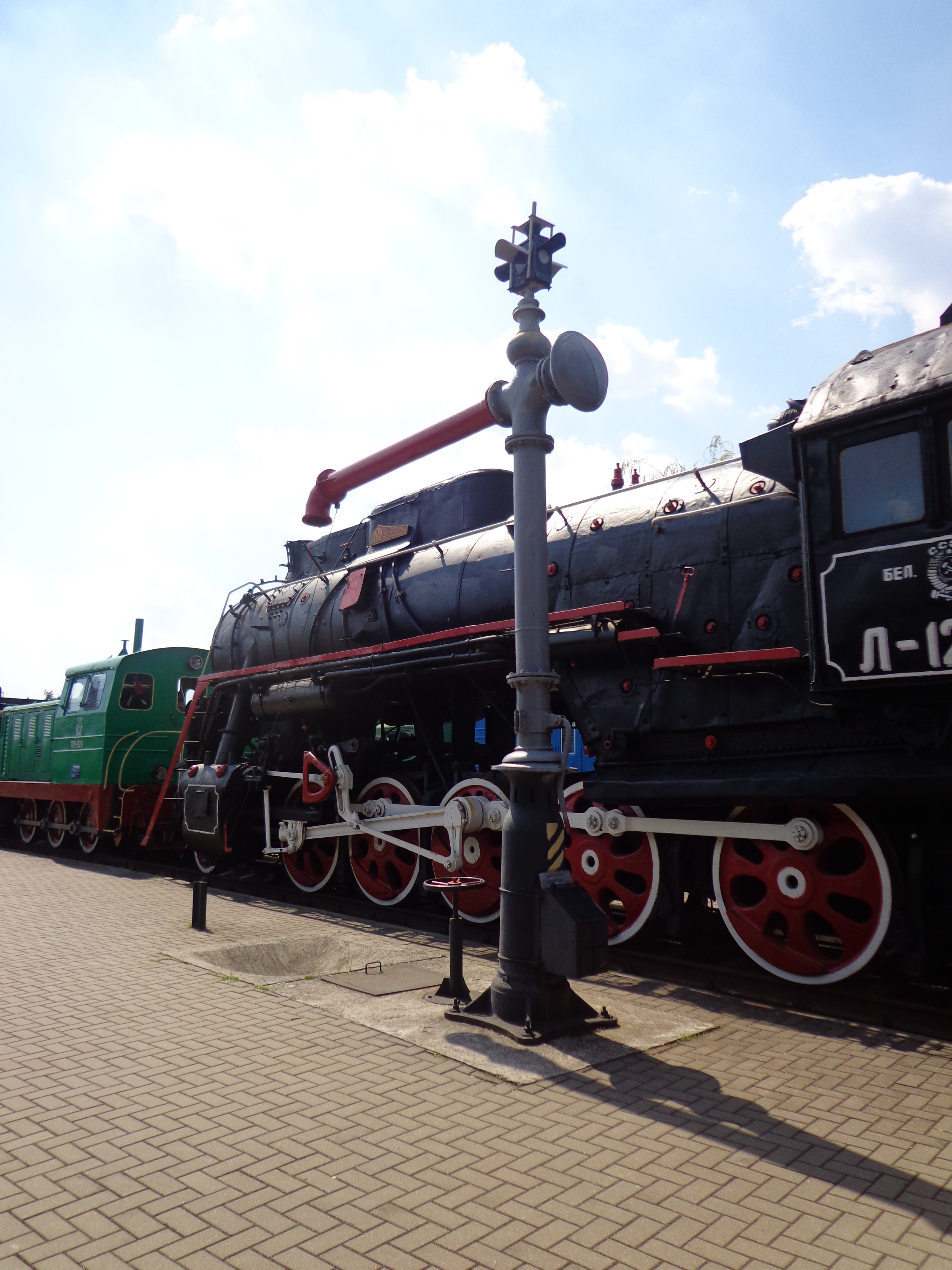
Гидроколонка с печкой внизу и фонарём в навершии. Экспонат Брестского железнодорожного музея